# Campeonato Nacional de Rodeo de 1960
El Campeonato Nacional de Rodeo de 1960 fue la duodécima versión del Campeonato Nacional de Rodeo, que es el campeonato más importante del rodeo chileno, deporte nacional de Chile. Se disputó por primera vez en Maipú, Región Metropolitana de Santiago, los días 19, 20 y 21 de marzo de 1960 y los campeones fueron Rodolfo Bustos y Segundo Zúñiga, jinetes de la Asociación San Carlos, quienes montaron a "Por Si Acaso" y "Broche" y realizaron 13 puntos buenos.
Este ha sido el único campeonato hasta la fecha en donde los campeones pertenecen a la Asociación de Rodeo de San Carlos.
Los segundos campeones fueron Mario Molina y Alberto Montt en "Gavilla" y "Diagonal" con 12 puntos, mientras que los terceros fueron Hernán Cardemil y Pablo Quera en "Chirca" y "Laceadura" con 11 puntos.
Antes de iniciar la Serie de Campeones se le rindió un homenaje a Pedro Juan Espinoza del Valle, histórico jinete del rodeo chileno, que durante el campeonato fue el capataz.

## Resultados

### Serie de campeones
| Cuarto Animal 1960 | Cuarto Animal 1960                     | Cuarto Animal 1960        | Cuarto Animal 1960 |
| ------------------ | -------------------------------------- | ------------------------- | ------------------ |
| Lugar              | Jinetes                                | Caballos                  | Puntaje            |
| 1º                 | Rodolfo Bustos y Segundo Zúñiga        | "Por Si Acaso" y "Broche" | 13                 |
| 2º                 | Mario Molina y Alberto Montt           | "Gavilla" y "Diagonal"    | 12                 |
| 3º                 | Hernán Cardemil y Pablo Quera          | "Chirca" y "Laceadura"    | 11                 |
| 4º                 | Arturo Ríos y Manuel Bustamante        | "Estoque" y "Princesa"    | 11                 |
| 5º                 | Manuel Bustamante y Bartolo Bustamante | "Año Seco" y "Huachipato" | 8                  |
| 6º                 | Conrado Zaror                          | "Tabacazo" y "Huinca"     | 8                  |

## Cuadro de honor temporada 1959-1960

### Jinetes
- 1.º José Manuel Aguirre[6]
- 2.º Ramón Álvarez
- 3.º Alberto Marmolejo
- 4.º Segundo Zúñiga
- 5.º Abelino Mora
- 6.º Ricardo Letelier
- 7.º Guillermo Aguirre
- 8.º Mario Molina
- 9.º Tito Villegas
- 10.º Pedro Juan Espinoza

### Potros
- 1.º Pichanguero
- 2.º Reparo
- 3.º Guardián
- 4.º Filtro
- 5.º Picunto
- 6.º Danilo
- 7.º Por Siacaso
- 8.º Campesino
- 9.º Raudal
- 10.º Huinca